# Gerald Scarfe
Gerald Anthony Scarfe, CBE (* 1. Juni 1936 in London) ist ein englischer Karikaturist, Illustrator, Zeichner, Schöpfer von Animationsfilmen und Bühnenbildner. Außerdem schuf er Skulpturen und entwarf Kostüme. Weltweit bekannt wurde er durch die Gestaltung der Zeichentrickvideos, die Bühnenbildgestaltung und die Cover- und Bookletgestaltung für das Pink-Floyd-Album The Wall und dem darauf beruhenden Spielfilm.
Scarfe ist verheiratet mit der englischen Schauspielerin Jane Asher, mit der er eine Tochter (* 1974) und zwei Söhne hat (* 1981 und * 1984).

## Karikaturist und Zeichner
Gerald Scarfe zeichnete und veröffentlichte Karikaturen seit den 1960er Jahren, zuerst in Punch, dann für Private Eye, später auch für den Esquire, das Time Magazine und den New Yorker.
Ab 1966 beschäftigte ihn die Daily Mail als Karikaturisten. Im gleichen Jahr begann er für die Time Magazine Titelbilder, unter anderem von den Beatles, zu zeichnen und wurde von ihr auch als Zeichner für Reportagen beschäftigt. 1967 begann er für The Sunday Times als politischer Karikaturist zu arbeiten, für die er dann über 40 Jahre jede Woche eine Karikatur lieferte. Für diese Sonntagszeitung fertigte er auch Kriegsbilder in Vietnam, Nordirland und im mittleren Osten.

## Bühnenbildner und Kostümdesigner
Scarfe entwarf für zahlreiche Theaterstücke, Opern, Ballette und Musicals Bühnenbilder und Kostüme, z. B. in London, Houston, Los Angeles und Detroit.
Auswahl:
- Kostüme für Ubu Unchained, Traverse Theatre Edinburgh, 1967
- Bühnenbild für The Big One, Dominion Theatre, 1983
- Bühnenbild und Kostüme für Who’s a Lucky Boy?, ein Musical von Alan Price, Royal Exchange, Manchester, 1985
- Bühnenbild und Kostüme für Orpheus in the Underworld ENO, London Coliseum, 1985, auch aufgeführt in Detroit und Houston 1986, London, 1987, Los Angeles 1988
- Bühnenbild für The Merry Wives of Windsor, Guthrie Theatre, Minneapolis, 1986
- Bühnenbild und Kostüme für The Magic Flute, Los Angeles Opera 1997 (auch aufgeführt in Houston 1998, Seattle 1999, San Francisco 2007)
- Bühnenbild und Kostüme für Feydeau farce Le Dindon (An Absolute Turkey) (Laurence Olivier Award), 1993
- Bühnenbild und Kostüme für die Oper Fantastic Mr. Fox von Tobias Picker, Los Angeles Opera, 1998
- Kostüme für Peter & The Wolf, Holiday on Ice, Paris & world tour, 2000
- Bühnenbild für The Nutcracker, English National Ballet, 2002
- Bühnenbild für Peter Schaufuss’ Ballett Satisfaction, basierend auf dem Werk der Rolling Stones, 2006

## Werke

### Bücher
- Gerald Scarfe, Thames & Hudson Ltd, 1982, ISBN 978-0-500-27268-8
- Scarfe by Scarfe: An Autobiography in Pictures, Hamish Hamilton Ltd, 1986, ISBN 978-0-241-11959-4
- Line of Attack [The Official Gerald Scarfe Website]
- Expletive Deleted [The Official Gerald Scarfe Website]
- Heroes and Villains [The Official Gerald Scarfe Website]
- Drawing Blood: Forty Five Years of Scarfe Uncensored [The Official Gerald Scarfe Website]
- SCARFELAND: A LOST WORLD OF FABULOUS BEASTS AND MONSTERS, Hamish Hamilton Ltd, 1989, ISBN 0-241-12859-5
- Monsters: How George Bush Saved the World – and Other Tall Stories Coverbild
- The Making of Pink Floyd – The Wall. Mit einem Vorwort von Roger Waters. Edel:Rockbuch, ISBN 978-3-8419-0061-6.

### Regiearbeiten
Scarfe war Regisseur der Filme:
- Long Drawn-Out Trip: Sketches from Los Angeles (auch Buch und Produktion), 1971
- "Forty Minutes" Scarfe’s Follies (1988)[4]
- "Forty Minutes" I Like the Girls Who Do (1989) Serienfolge über den Komödianten Max Millar.[5]

### Animationsdesign
- Hercules (1997), Walt-Disney Zeichentrickfilm

## Ausstellungen
- 1968: Exhibition US Election ’68, Waddell Gallery, New York
- 1969: Exhibition Hung By Scarfe, Sears Vincent Price Gallery, Chicago
- 1970: Exhibition Gerald Scarfe, Sculpture Pavilion d’Humour, Montreal
- 1970: Exhibition Gerald Scarfe, Osaka, Japan
- 1970: Exhibition Gerald Scarfe 60–70, Waddell Gallery, New York
- 1983: Exhibition – Gerald Scarfe at the Festival Hall
- 1997: Ausstellung der Zeichnungen für Hercules, Z Gallery, New York
- 1999: Ausstellung von Gemälden und Zeichnungen: Scarfe in der National Portrait Gallery, London
- 2003: Exhibition and book Heroes & Villains – Scarfe at the NPG
- 2005: Exhibition at Fine Arts Society, London
- 2008: House of Commons, Ausstellung politischer Zeichnungen
- 2009: Gerald Scarfe. Tear down the wall. Kunstmuseum Moritzburg, Halle (Saale)
- 2010: Gerald Scarfe – Heroes and Monsters. Wilhelm Busch – Deutsches Museum für Karikatur und Zeichenkunst, Hannover (18. Juli bis 24. Oktober 2010)
- 2016: Scarfe and Music. Barbican Library, London (5. September bis 31. Oktober 2016)[6]
- 2018: Gerald Scarfe – Porträts & Karikaturen: Big Heads – von Richard Nixon bis Donald Trump. Wilhelm Busch – Deutsches Museum für Karikatur und Zeichenkunst, Hannover (26. Mai bis 12. August 2018)

(Quelle:)

## Ehrungen
- Cartoonist of the Year, British Press Awards, 2006
- Ehrendoktor der University of Dundee, 2007[3]
- Commander of the Order of the British Empire, 2008[7]
- Karikaturpreis der deutschen Anwaltschaft, 2010[8]

## Videos
- Goodbye Blue Sky bei YouTube
- The Trial bei YouTube
- What Shall We Do Now bei YouTube